# Бромид галлия(II)
Бромид галлия(II) — неорганическое соединение, 
соль галлия и бромистоводородной кислоты с формулой GaBr2,
бесцветные кристаллы,
реагирует с водой.

## Получение
- Реакция галлия и бромида галлия(III) в вакууме:

{\displaystyle {\mathsf {GaBr_{3}+Ga\ {\xrightarrow {180^{o}C}}\ 2GaBr_{2}}}}

## Физические свойства
Бромид галлия(II) образует бесцветные диамагнитные расплывающиеся кристаллы. Реальная формула вещества Ga[GaBr4]. Расплав проводит электрический ток и содержит ионы Ga+ и [GaBr4]—. Растворяется в бензоле и толуоле, раствор проводит электрический ток.

## Химические свойства
- Реагирует с водой:

{\displaystyle {\mathsf {6GaBr_{2}+6H_{2}O\ {\xrightarrow {}}\ 4GaBr_{3}+2Ga(OH)_{3}+3H_{2}\uparrow }}}
- Диспропорционирует при нагревании:

{\displaystyle {\mathsf {3GaBr_{2}\ {\xrightarrow {>300^{o}C}}\ 2GaBr_{3}+Ga}}}